# Brussels Airport
Brussels Airport (IATA: BRU, ICAO: EBBR) også kendt som Luchthaven Zaventem, Aéroport de Zaventem, Zaventem Airport og Brussels (Zaventem) International Airport er en international lufthavn, der betjener Belgien og landets hovedstad, Bruxelles. Den hed tidligere Brussel Nationaal/Bruxelles-National og er beliggende i forstaden Zaventem i Flandern; ca. 12 km. nordvest for Bruxelles' centrum.
Lufthavnen fungerer som primær hub for Brussels Airlines, European Air Transport, Singapore Airlines Cargo, Jetairfly og Saudia Arabian Cargo. Lufthavnsorganisationen ACI/IATA kårede i 2005 lufthavnen som Europas bedste. Den drives af Brussels Airport Company N.V./S.A.
Lufthavnen blev – i lighed med mange andre lufthavne i Europa – opført af den tyske besættelsesmagt under 2. verdenskrig. En vandrehistorie vil vide, at tyskerne spurgte de lokale, hvor det var bedst at bygge lufthavnen, og at de pegede på Zaventem, fordi der ofte var tåget. Efter besættelsen overtog den belgiske hær driften af lufthavnen. Da den gamle civile lufthavn i Haren blev for lille, blev det besluttet at benytte Zaventem som ny national lufthavn. En ny terminalbygning blev opført i 1948 som erstatning for den gamle træbygning. I 1955 blev en toglinje, der forbandt Bruxelles og lufthavnen, indviet og i 2005 fulgte indvielsen af en jernbanestrækning til Leuven og Liège. I 2010 kommer en forbindelse til Antwerpen til. Endnu en terminal blev opført i april 1957, således at lufthavnen blev klar til Verdensudstillingen i 1958. Under 1960'ernes og 1970'ernes boom i kommerciel luftfart blev adskillige hangarer opført. En ny cargo-terminal blev taget i brug i 1976, mens en ny passagerterminal kom til i 1994. I 2002 blev Pier A, der betjener fly fra og til Schengen-landene taget i brug. En ny pier forbeholdt lavprisselskaber som Ryanair og Wizz Air ventes at stå færdig inden udgangen af 2009. Indtil da flyver en del lavprisselskaber fra Brussels Charleroi-lufthavnen, der ligger 40 km. syd for Bruxelles.
Lufthavnen drives af The Brussels Airport Company, som den australske finanskoncern Macquarie ejer 75% af. Macquarie ejer også en del af Københavns Lufthavn. Den belgiske stat ejer de resterende 25%.
I 2007 betjente lufthaven 17,8 mio. passagerer, hvilket var en stigning på 7% siden 2006. Lufthavnens fremtid er truet af uenigheden mellem regeringerne i Flandern og Région de Bruxelles-Capitale omkring de natlige flyvninger.
SAS, og Brussels Airlines beflyver ruten København-Bruxelles, mens Brussels Airlines også beflyver ruten Billund-Bruxelles.